# ریویچی کوریساوا
ریویچی کوریساوا (انگلیسی: Ryoichi Kurisawa؛ زادهٔ ۵ سپتامبر ۱۹۸۲) بازیکن فوتبال اهل ژاپن است.
از باشگاه‌هایی که در آن بازی کرده‌است می‌توان به باشگاه فوتبال کاشیوا ریسول و باشگاه فوتبال توکیو اشاره کرد.